# Малобобровское сельское поселение
Малобобро́вское се́льское поселе́ние — муниципальное образование в Дмитровском районе Орловской области России.
Административный центр — село Малое Боброво.

## География
Муниципальное образование расположено на юге района. Граничит с:
- Горбуновским сельским поселением (на севере)
- Долбёнкинским сельским поселением (на востоке)
- Железногорским районом Курской области (на юго-востоке)
- Берёзовским сельским поселением (на юго-западе)
- Алёшинским сельским поселением (на северо-западе)

## История
Малобобровский сельсовет был образован в первые годы советской власти. По состоянию на 1926 год входил в состав Круглинской волости Дмитровского уезда. С 1928 года в составе Дмитровского района.
17 июня 1954 года к Малобобровскому сельсовету был присоединён Осмонский сельсовет. 25 февраля 1971 года были упразднены посёлки Вознесенский, Дон, Константиновский и Сосенка, располагавшиеся на территории сельсовета.
15 октября 2004 года были упразднены посёлки Городец, Горякинский, Пасека, Серебряный, Россошка, Яблоновский, располагавшиеся на территории сельсовета.
Статус и границы сельского поселения установлены Законом Орловской области от 19 ноября 2004 года № 447-ОЗ «О статусе, границах и административных центрах муниципальных образований на территории Дмитровского района Орловской области».

## Население
| 2002 | 2010 | 2012 | 2013 | 2014 | 2015 | 2016 |
| ---- | ---- | ---- | ---- | ---- | ---- | ---- |
| 515  | ↘341 | ↘321 | ↘307 | ↘288 | ↘277 | ↘269 |
| 2017 | 2018 | 2019 | 2020 | 2021 | 2023 |      |
| ↘251 | ↘237 | ↘231 | ↘215 | ↗259 | ↘252 |      |

## Состав сельского поселения
| № | Населённый пункт | Тип населённого пункта       | Население |
| - | ---------------- | ---------------------------- | --------- |
| 1 | Алексеевский     | посёлок                      | ↘1        |
| 2 | Брянцево         | село                         | ↘53       |
| 3 | Бук              | посёлок                      | →1        |
| 4 | Ивановский       | посёлок                      | →0        |
| 5 | Круглое          | деревня                      | ↘110      |
| 6 | Малое Боброво    | село, административный центр | ↘155      |
| 7 | Моголь           | посёлок                      | ↘0        |
| 8 | Привич           | село                         | ↘21       |

## Главы сельского поселения
- Сапунов Владимир Петрович (?—2014)
- Лохматов Сергей Васильевич (с 2014 года)